# Desa Kalibagor (administrativ by i Indonesien, Jawa Tengah, lat -7,48, long 109,30)
Desa Kalibagor är en administrativ by i Indonesien.   Den ligger i provinsen Jawa Tengah, i den västra delen av landet, 300 km sydost om huvudstaden Jakarta.